# 柿本佐留
柿本 佐留（かきのもと の さる、? - 708年4月〈和銅元年4月〉）は、古代日本の人物。

## 概要
『日本書紀』に見える人物で、天武天皇の白鳳10年12月癸巳に小錦下を授位され、白鳳13年11月戊申朔日に柿本臣から柿本朝臣に改姓されている。
和銅元年4月壬午に死没した。
柿本人麻呂の兄弟であり、孫（建石の子）は柿本市守。